# Alpaida roemeri
Alpaida roemeri är en spindelart som först beskrevs av Embrik Strand 1908.  Alpaida roemeri ingår i släktet Alpaida och familjen hjulspindlar. Inga underarter finns listade i Catalogue of Life.